# Церква Різдва Пресвятої Богородиці (Іванівка, ПЦУ)
Церква Різдва Пресвятої Богородиці в Іванівці — парафія і храм православної громади в селі Іванівці Тернопільської области України.

## Відомості
Будівництво костелу розпочалося у 1893 році. Його зводили за кошти парафіян, Фонду Будівництва Каплиць та місцевої власниці Флорентини з Дзєдушицьких Ценської.
У 1896 році храм було освячено, а в 1925 році засновано самостійну парафію.
У радянський період костел використовувався як зерносховище. Після проголошення незалежності України храм передали православній громаді.

## Настоятелі
РКЦ
- о. Станіслав Кавецький,
- о. Яна Шуля,
- о. Францішек Наперач.

ПЦУ
- о. Іван Котляр — нині[1].